# HMAS Australia (1911)
O HMAS Australia foi um cruzador de batalha operado pela Marinha Real Australiana e a terceira e última embarcação da Classe Indefatigable, depois do HMS Indefatigable e HMS New Zealand. Ele foi financiado pelo governo da Austrália para ser a capitânia de sua recém-fundada marinha. Sua construção começou em junho de 1910 nos estaleiros da John Brown & Company e foi lançado ao mar em outubro do ano seguinte, sendo comissionado em junho de 1913. Era armado com uma bateria principal de oito canhões de 305 milímetros montados em quatro torres de artilharia duplas, tinha um deslocamento de mais de 22 mil toneladas e alcançava uma velocidade máxima de 25 nós.
O Australia fez viagens por vários portos australianos durante sua curta carreira em tempos de paz. A Primeira Guerra Mundial começou em 1914 e ele foi inicialmente colocado à procura da Esquadra do Sudeste Asiático alemã, mas sem sucesso. Foi transferido no início do ano seguinte para atuar na Grande Frota britânica, passando o restante da guerra patrulhando o Mar do Norte e realizando exercícios de rotina, nunca entrando em combate. Voltou para a Austrália ao final do conflito, porém cortes orçamentários na Marinha Real logo fizeram a embarcação ser reduzida a um navio-escola. Foi tirado de serviço no final de 1921 e depois deliberadamente afundado próximo de Sydney em 1924.